# Alice or Alice
Alice or Alice (ありすorありす ～シスコン兄さんと双子の妹～ Arisu or Arisu: Siscon Nii-san to Futago no Imōto?) es un manga yonkoma escrito e ilustrado por Riko Korie serializado desde septiembre de 2013 en la revista Comic Cune de Media Factory. Ha sido recopilado en cuatro volúmenes tankōbon. Una adaptación a serie de anime producida por EMT Squared fue emitida entre  abril y junio de 2018.

## Personajes
Rise (りせ?)
 Seiyū: Ayane Sakura
Airi (あいり?)
 Seiyū: Rina Hidaka
Hermano mayor (兄 Ani?)
 Seiyū: Yoshitsugu Matsuoka
Maco (マコ Mako?)
 Seiyū: Natsumi Takamori
Coco (ココ Koko?)
 Seiyū: Ayaka Suwa
Kisaki (姫咲?)
 Seiyū: Sora Tokui
Ruha (るは?)
 Seiyū: Saori Ōnishi
Alpaca-san (あるぱかさん Arupaka-san?)
 Seiyū: Hiyori Nitta
Kabi Usagi (カビうさぎ?)
 Seiyū: Hiyori Nitta
Yamirii (ヤミリ一?)
 Seiyū: Aina Suzuki

## Medios

### Manga
Alice or Alice es una serie de manga de Riko Korie, una artista japonesa que dibuja principalmente novelas ligeras y novelas visuales. La serie fue publicada inicialmente como one-shot en la revista Comic Cune en 2013. Comenzó la serialización en la edición de noviembre de Comic Cune publicada el 27 de septiembre de 2013. Al principio, Comic Cune era una «revista en revista» ubicada en Gekkan Comic Alive, posteriormente se independizó de Comic Alive y se cambió a una revista formal el 27 de agosto de 2015. Cuatro volúmenes tankōbon del manga fueron lanzados entre el 23 de enero de 2015 y el 23 de julio de 2019.

#### Lista de volúmenes
| Núm. | Fecha de publicación | ISBN                   |
| ---- | -------------------- | ---------------------- |
| 1    | 23 de enero de 2015  | ISBN 978-4-04-067244-1 |
| 2    | 23 de julio de 2016  | ISBN 978-4-04-068288-4 |
| 3    | 23 de marzo de 2018  | ISBN 978-4-04-069698-0 |
| 4    | 23 de julio de 2019  | ISBN 978-4-04-065740-0 |

### Anime
Una adaptación a serie de anime de 12 episodios producida por EMT Squared fue emitida entre el 4 de abril y el 20 de junio de 2018. La serie fue dirigida por Kōsuke Kobayashi, con guiones de Saeka Fujimoto y diseño de personajes de Naoko Kuwabara. El tema de apertura titulado «A or A!?» fue interpretado por petit milady y el tema de cierre «LONELY ALICE» por Pyxis. Sentai Filmworks licenció la serie para su transmisión por Hidive en Norteamérica, Australia, Nueva Zelanda, Reino Unido, Sudamérica, España y Portugal.